# 1876년 메이저 리그 베이스볼 시즌
6년간의 리그 진행 이후, 내셔널 어소시에이션(NA)은 1875년 폐지되었다. 내셔널 리그 오브 프로페셔널 베이스볼 클럽스는 1875년, 시카고, 일리노이주에서 시카고 화이트 스타킹스의 구단주이기도한 윌리엄 허버트의 의해 창설 되었다. 그는 '부패하고, 미숙하게 운영되고, 무례하고 술에찌든 선수들과, 도박에 물들어진' NA를 대체하기 위하여 내셔널 리그를 창설하였다. 새로 더해진 가입 조건중 하나는 모든 팀들이 75,000명 이상이 거주하고 있는 도시에 연고를 가지고 있어야 한다는 것이였다. 내셔널 리그의 원년에는 8팀이 참가했으며, 각팀당 4월 22일부터 10월 21일까지 70경기를 치렀다.